# Église San Giorgio al Palazzo
L’église San Giorgio al Palazzo (en italien : Chiesa di San Giorgio al Palazzo) est une église de Milan, en Italie.

## Histoire et description
L'église San Giorgio al Palazzo a été fondée vers 750 par Mgr Natalis et a été modernisée en style baroque par Francesco Maria Richini en 1623.
La façade, conçue par Francesco Croce, a été construite au XVIIIe siècle.
À l'intérieur la chapelle de la Passion conserve des peintures et des fresques réalisées par Bernardino Luini en 1516.
Dans la première chapelle à droite se trouve une toile de Saint Jérôme de Gaudenzio Ferrari.

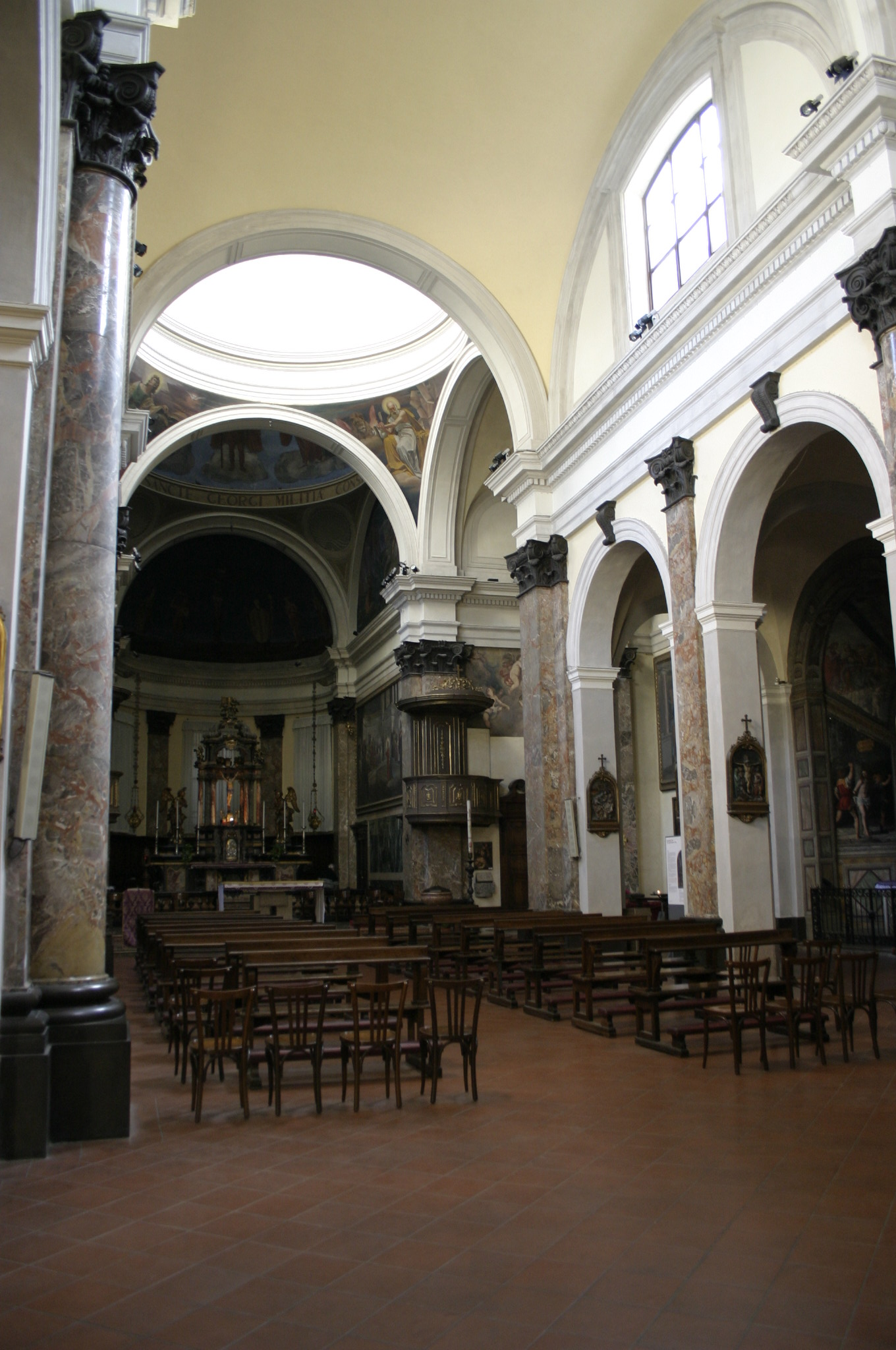
Intérieur
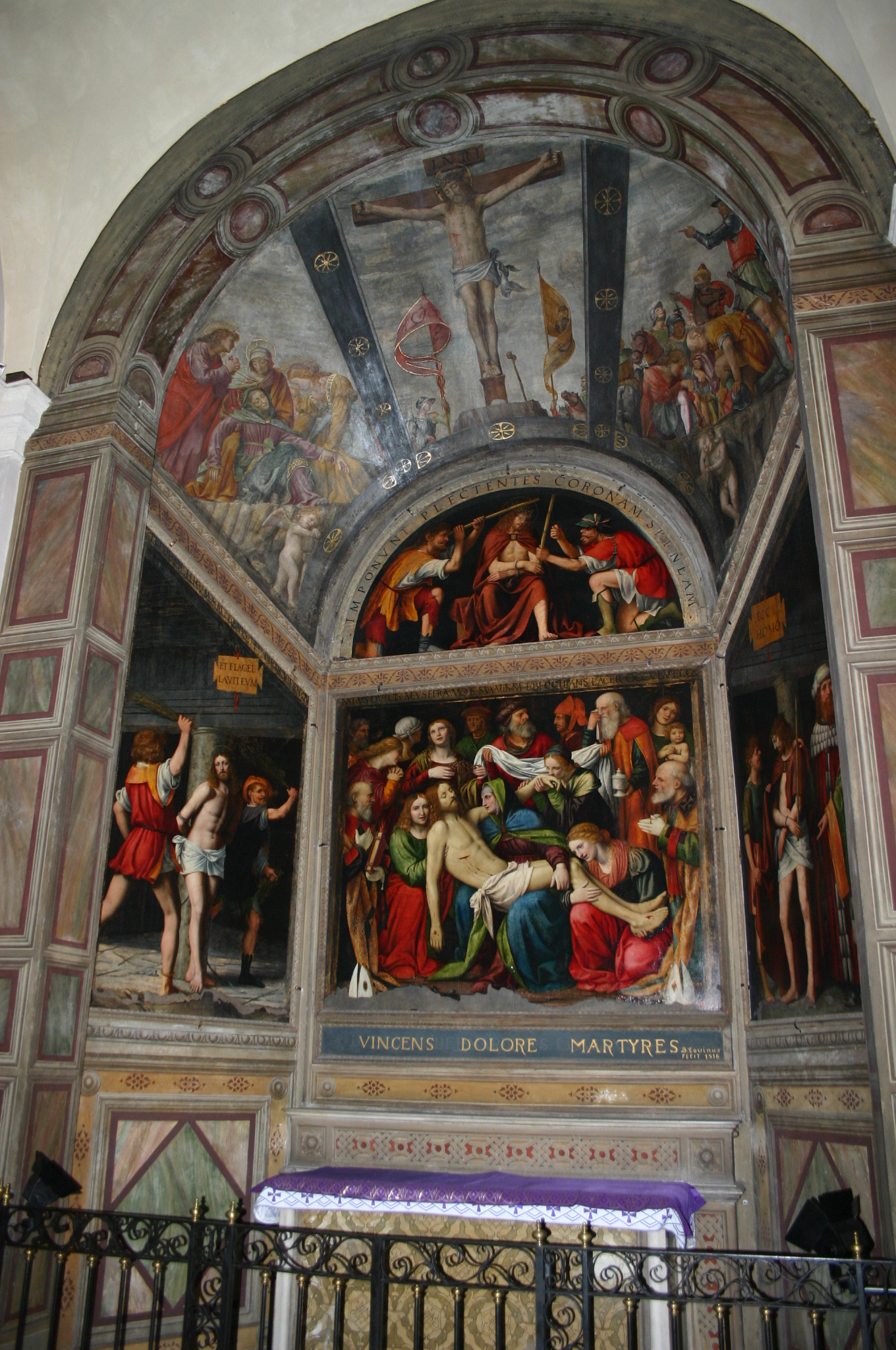
cappella della Passione fresques de Bernardino Luini (1516)
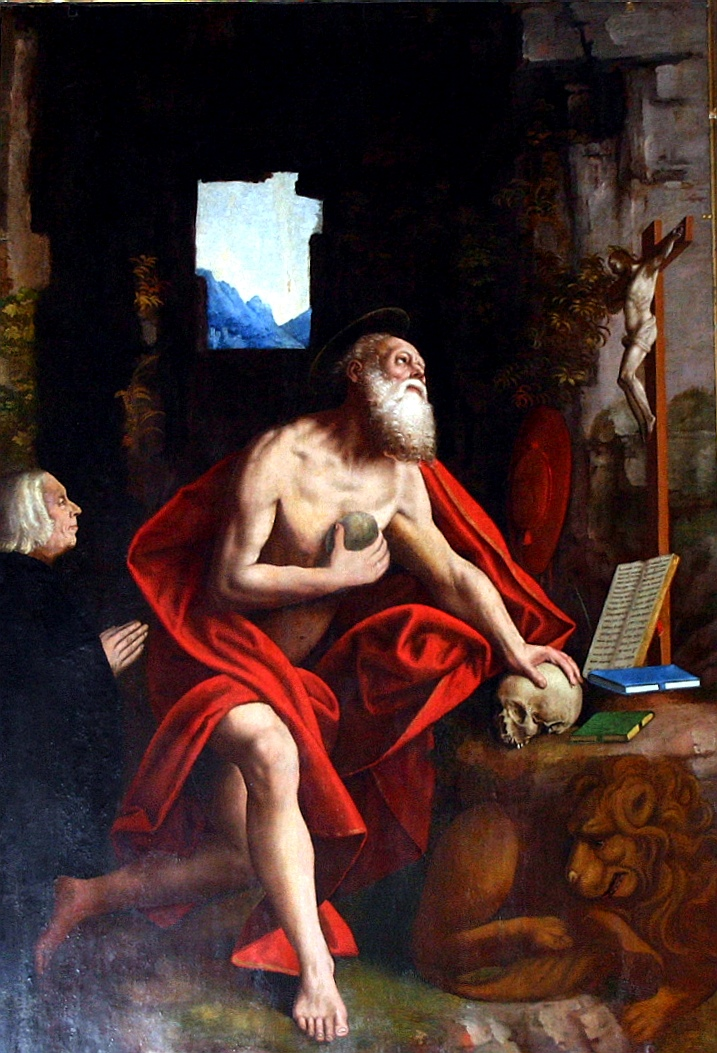
Saint Jérôme Gaudenzio Ferrari, (1545)
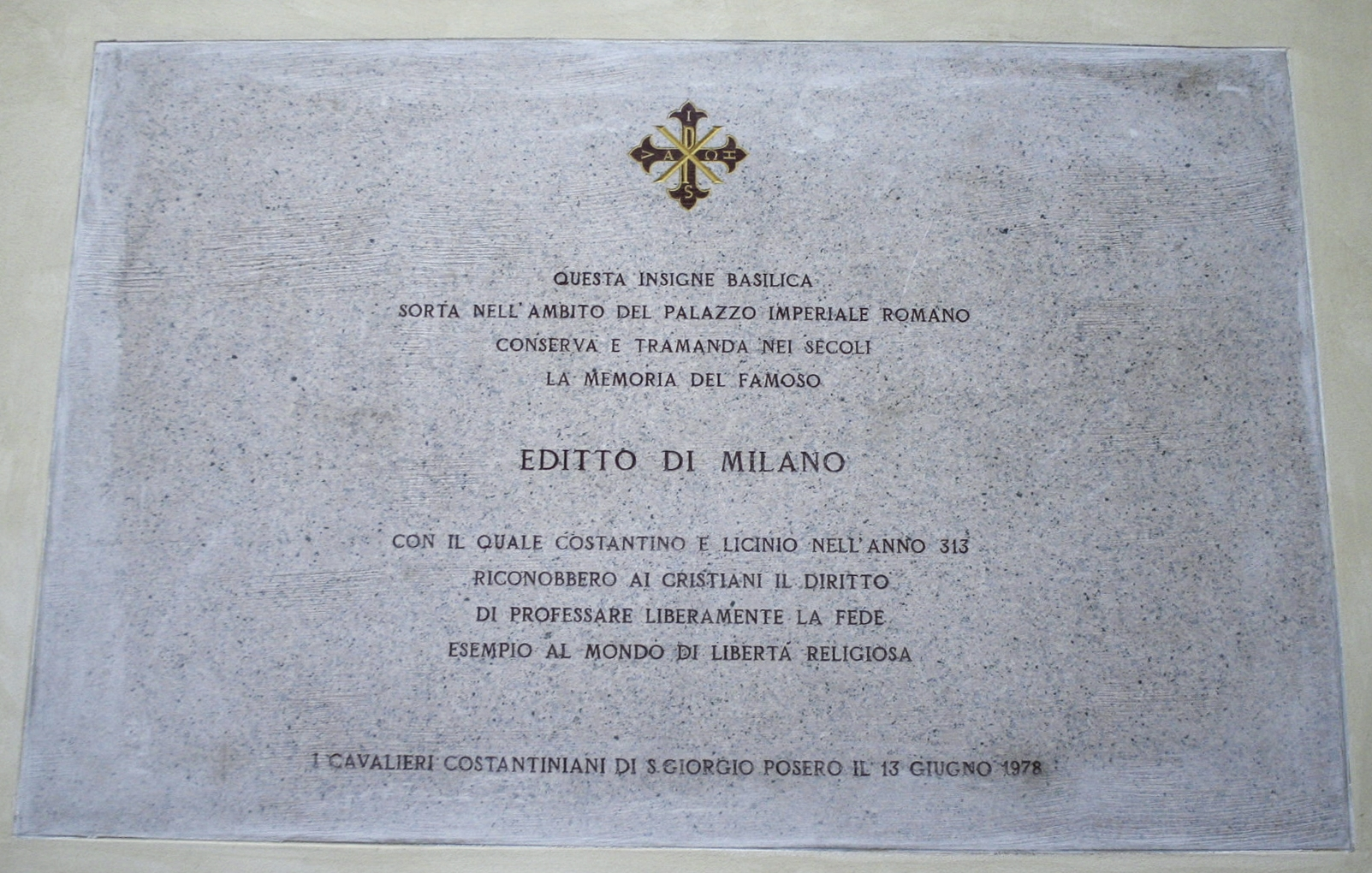
Stèle en mémoire de l'édit de Milan